# 만자문

힌두교의 만자문

만자문(卍字紋, 산스크리트어: स्वस्तिक 스바스티카, Swastika) 또는 스와스티카는 시계방향, 또는 반시계방향으로 꺾인 십자 모양의 무늬이다. 불교, 힌두교, 자이나교, 시크교 등의 인도 계통의 종교의 대표적인 상징들 중 하나로, 卍(좌만자, 만자 만) 卐(우만자) 모양 둘 다 방향만 다를 뿐 모두 같은 만자가 맞다. 보통 '스와스티카'라고 하면 오른쪽으로 돌아가는 형상이고, 왼쪽으로 돌아가면 '사우와스티카'라고 불리기도 한다. 또한 만자문을 상하좌우로 배열하면 돌림무늬이면서 번개무늬이기도 하다. 또한 별개로 서구권에서도 켈트족 등을 비롯해서 여러 곳에서 신성의 의미로나 전통적 상징으로써 쓰이고 발견된다.
인류 역사상 가장 오래된 상징 중 하나이며, 파일펏(영어: Fylfot), 감마디온(Gammadion), 테트라스켈리온(Tetraskelion) 등 어원이 다른 제각각의 다양한 이름이 있다.

## 언어별 유래
- 독일어 유래: 갈고리십자가(독일어: Hakenkreuz 하켄크로이츠[*]), 각진 십자가(독일어: Winkelkreuz 빙켈크로이츠[*]), 구부러진십자가(독일어: krummkreuz 크룸크로이츠[*])
- 영어 유래: 파일펏(영어: Fylfot)
- 그리스어 유래: 감마디온(그리스어: γαμμάδιον gammadion[*]), 테트라감마디온(그리스어: τετραγαμμάδιον tetragammadion[*], 네 감마(Γ)자가 모여 있다는 뜻)
- 범어 유래: 스바스티카(산스크리트어: स्वस्तिक 스바스티카), 사우와스티카(Sauwastika), 슈리바차
- 핀란드어 유래: 하카리스티(핀란드어: Hakaristi)

감마디온의 유물은 아시아, 유럽, 아프리카, 아메리카 등 지구 곳곳에서 찾아볼 수 있으며, 원시종교에서 나온 신앙의 대상의 표식이었다. 고대이래로 강한 힘을 나타내는 상징으로 알려져있다.

## 인도 계통의 종교

### 불교의 만자문
불교가 발생한 인도에서는 슈리밧사, 스바스티카, 난디아바타라 같은 다양한 이름으로 불렸고  중국에 불경과 함께 전해져 만(萬)으로 번역되었다. 萬의 약자인万은 卍자를 간략화한 변형이다.
불교에서는 ‘卍’을 길상의 표상으로 여긴다. 때에 따라서는 역만자(卐)도 그와 같은 뜻으로 쓰기도 한다. 이것은 원래 부처의 가슴에 나타난 길상(아름답고 착한 징조), 또는 길상해운(吉祥海雲)이라 하여 부처의 공덕이나 윤회, 성덕의 상징이라고 한다.

### 힌두교의 만자문
태양신, 비슈누의 상징이며 힘(샤크티)을 상징하기도 한다.

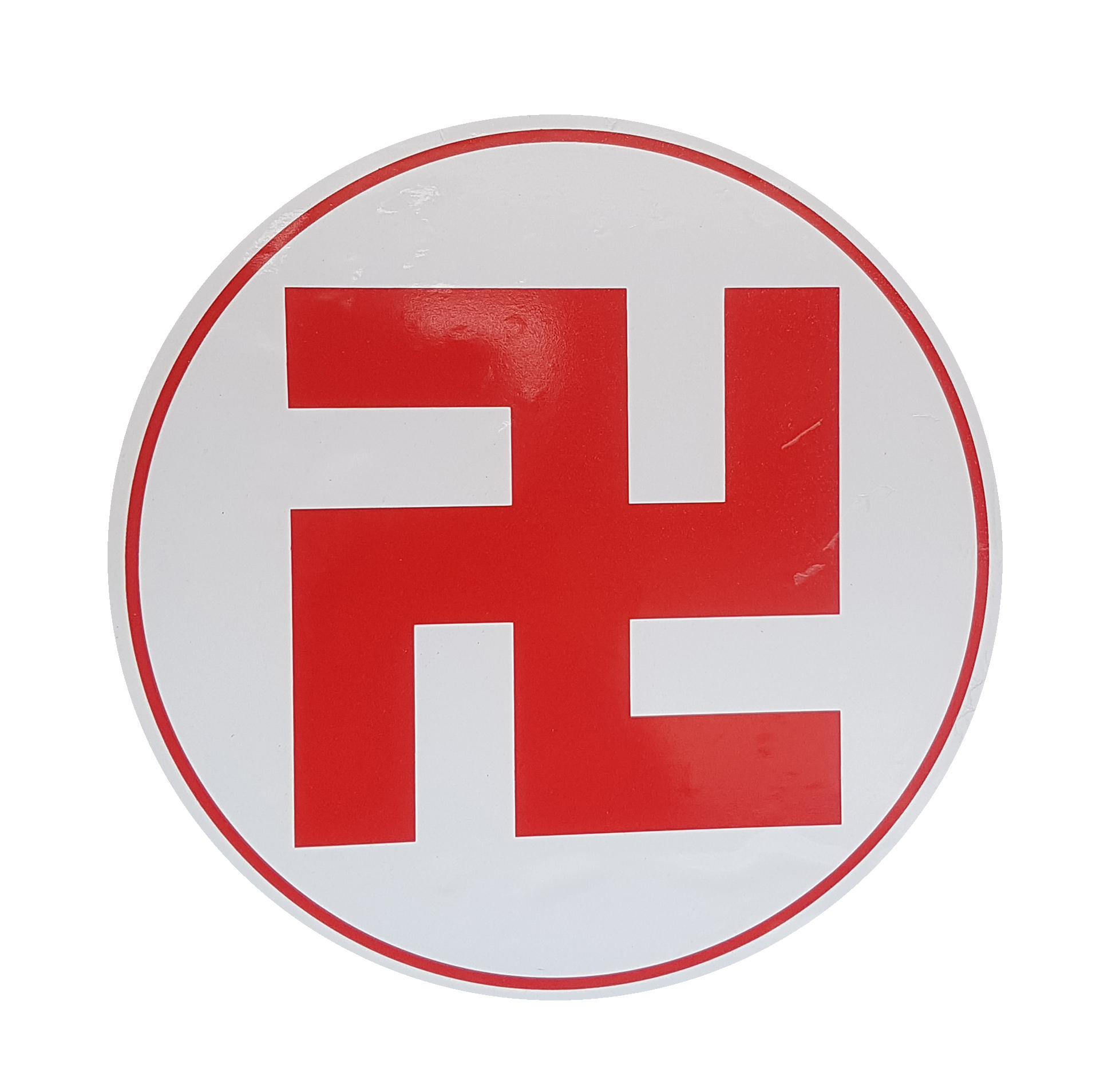
민속신앙의 만자(卍字),만자문(卍字紋)

## 민속신앙의 만자문
보살집, 점집에서 흰 깃발에 붉은 색으로 만(卍)자를 사용한다.

## 유교,도교등동아시아 문화권
한국, 일본, 중국, 류큐, 대만, 베트남 등지의 한자문화권에서는 이미 좌만자, 우만자 모두 그것들을 의미하는 한자 글자가 있으며, 일만 만(万, 萬)자 또한 바로 이 만자를 간략화한 문자이다.

## 유럽 및 서구 문화권
그리스어의 세 번째 알파벳 감마(Γ)가 네 개 겹쳐 있는 모양이라고 해서 '감마디온'이라고도 한다.

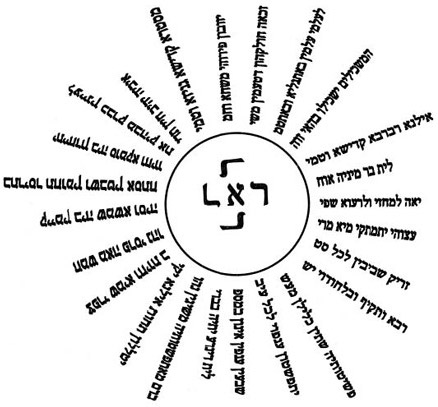
유대의 만자무늬

### 유럽
중세 이전 유럽에서는 헬리오스와 제우스의 상징이었고, 특히 유럽에서는 켈트족이 감마디온을 사용했다. 켈트족의 감마디온은 두가지 뜻을 지니고 있었는데, 하나는 강력한 힘을 뜻했고 두 번째는 감마디온이 다리 4개를 붙여진 것(테트라스켈리온[tetraskelion])으로 보았기에 이주(移住)를 뜻했다. 19세기부터 20세기 초기까지 유럽에서도 만자가 행운의 상징이라고 하여 많이 애용되었다. 코카콜라에서는 1920년대에 만자 뱃지까지 판매한적이 있다.

### 나치 독일

하켄크로이츠가 들어있는 나치 독일의 국기

하켄크로이츠(독일어: Hakenkreuz)는 아돌프 히틀러에 의해 1920년에 나치당의 상징으로 제정되었다가, 1935년 9월 15일에 국기에 포함되었다.
아돌프 히틀러와 나치당의 상징이자 전유물처럼 되어 있는 것들이 많다. 군인들의 거위걸음, 모자에 달린 해골마크, 검은색 제복과 갈색 셔츠, 장화, 오른손을 쳐든 그들의 인사법 등이다. 하켄크로이츠도 그 중의 하나이다. 그러나, 하켄크로이츠(또는 스바스티카 Swastika)는 원래 고대 게르만 족을 비롯한 범세계적인 상징이다. 이른바 '룬 문자'라고 불리는 문자 형태의 한 종류로서 일종의 기호이던 것이다. 오른팔을 들고 높이 손을 뻗어 하는 경례법도 원래는 고대 로마제국이 사용하던 것이었다.(이 인사법은 이탈리아 파시스트들도 채용했다. 원래 로마 제국 군단병들의 경례였으며, 파시스트들이 자신들을 로마 군단의 후예로 선전하면서 채택한 것이다.) 게르만족과 아리아 인종의 고유성과 우월성을 주창하며 반유대 투쟁을 벌여온 히틀러에게는 주목하지 않을 수 없는 게르만족 고유의 상징이다. 게르만, 아리아 민족주의 관점에서 게르만족 고유의 상징으로 채택된 것이다.
그러나 하켄크로이츠는 제2차 세계 대전 이후로 서양에서 나치스를 상징하는 것으로 굳어버려 금기시되고, 독일에서는 나치즘을 선전하거나 광고하기 위하여 하켄크로이츠를 사용하는 것은 법률로 금지되어 있다. 현대 백인 인종주의 극우파들도 이 하켄크로이츠를 이외에 다양한 변종을 사용한다.

##### 바이로이트 축제 주연 가수의 나치 문신 사건
매년 7-8월, 독일 바이에른의 바이로이트에서는 리하르트 바그너의 오페라를 공연하는 음악축제인 바이로이트 축제(독일어: Bayreuther Festspiele)가 열린다. 그런데 2012년 바이로이트 축제에서는 나치와 관련되어 사회적으로 논란이 된 사건이 있었다. 2012년 바이로이트 페스티벌의 개막작품 ‘방황하는 네덜란드인'의 주연을 맡은 유명 오페라 가수의 문신때문이었다. 그 유명 오페라 가수는 러시아 출신의 예브게니 니키틴(Evgeny Nikitin)으로, 예브게니 니키틴의 가슴에는 나치의 상징으로 유명한 하켄크로이츠 (독일어: Hakenkreuz) 문신이 새겨져 있었다. 그 사실이 TV를 통해 방영되고 널리 알려지게 되자, 그는 축제의 개막이 얼마남지 않은 상황임에도 하차할 수밖에 없었다. 그는 하차하며 이러한 문신이 과거에 자신이 한 실수라고 잘못을 시인하고 사과를 했다. 하지만 이 사실은 큰 논란이 되었고 그에게는 사회적으로 큰 비판이 쏟아졌다. 반나치법안에 의해서 직접적으로 처벌되지는 않았지만, 사회적으로 유럽에서의 인식이 얼마나 안 좋은지 알 수 있는 사례 중 하나이다.

## 그림

## 관련 문자

### 유니코드
| 부호 | 유니코드 코드명 | 설명                         |
| ---- | --------------- | ---------------------------- |
| ࿕    | U+0FD5          | 우만자                       |
| ࿖    | U+0FD6          | 좌만자                       |
| ࿗    | U+0FD7          | 점이 찍힌 우만자             |
| ࿘    | U+0FD8          | 점이 찍힌 좌만자             |
| 卍   | U+534D          | 한중일 공통문자에서의 좌만자 |
| 卐   | U+5350          | 한중일 공통문자에서의 우만자 |

## 같이 보기
- Z (군사 기호)